# Martin Oslislo
Martin Oslislo (* 17. September 1978 in Bad Königsdorff-Jastrzemb) ist ein deutscher Fußballspieler. Der Mittelfeldspieler spielt seit 2010 für die SpVgg Osterhofen.

## Karriere
Oslislo spielte ab 1997 für Wacker Burghausen. 2002 gelang dem SV Wacker mit ihm als Stammspieler der Aufstieg in die Zweite Liga. 2006 wechselte er, der zuletzt nicht mehr Stammspieler gewesen war, zum Wuppertaler SV Borussia, kehrte aber bereits nach einem Jahr wieder zurück. 2009 ging er zum Bayernligisten 1. FC Bad Kötzting. Ein Jahr später wechselte er zur SpVgg Osterhofen.